# Mondement-Montgivroux
Mondement-Montgivroux je francouzská obec v departementu Marne v regionu Grand Est. Žije zde 28 obyvatel.

## Geografie

### Sousední obce
| Růžice kompasu | Soizy-aux-Bois                | Oyes   |          | Růžice kompasu |
| Růžice kompasu |                               | Sever  | Reuves   | Růžice kompasu |
| Růžice kompasu | Mondement-Montgivroux         |        | Reuves   | Růžice kompasu |
| Růžice kompasu | Jih                           |        | Reuves   | Růžice kompasu |
| Růžice kompasu | La Villeneuve-lès-Charleville | Broyes | Allemant | Růžice kompasu |